# Cinéma yougoslave

Un clap aux couleurs du drapeau yougoslave.

Le cinéma yougoslave est le terme utilisé pour désigner la production cinématographique réalisée sur le territoire de la Yougoslavie (1918-2003). Parmi les courants notables ayant jalonné son histoire, on peut citer la Vague noire, le cinéma de Partisans et l'école d'animation de Zagreb. Parmi les réalisateurs reconnus figurent Puriša Đorđević, Dušan Makavejev, Emir Kusturica, Srđan Dragojević et d'autres. Les caractéristiques que les critiques de cinéma ont notées à plusieurs reprises lorsqu'ils décrivent le cinéma yougoslave comprennent l'expressivité et l'indignation voire la révolte, l'hédonisme, l'absurde, le tragicomique,, ainsi que souvent des histoires qui se terminent mal.

## Histoire

### De sa création à 1945

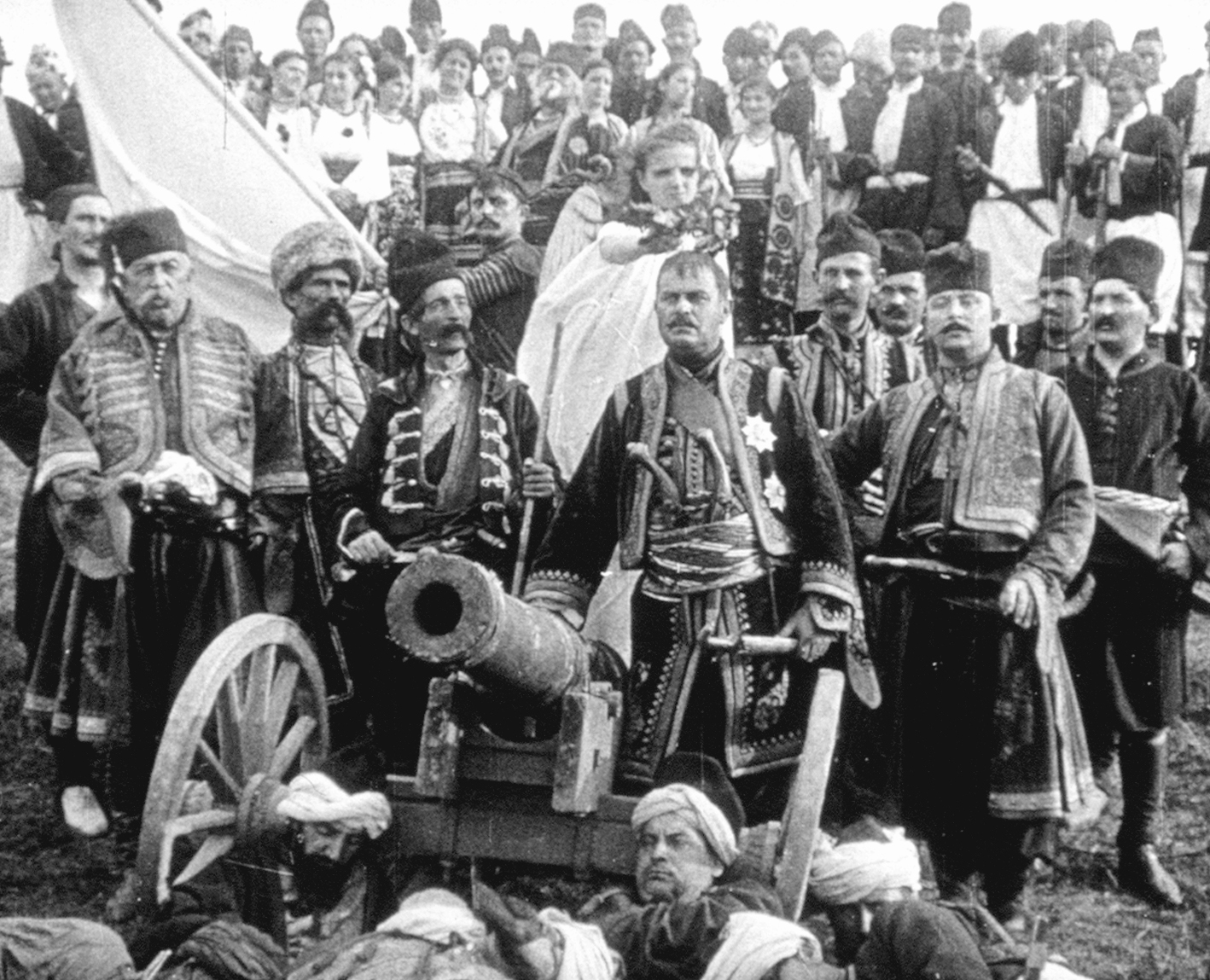
Une scène de Karađorđe (1911), le premier long métrage sorti dans les Balkans.

Le cinéma est apparu au royaume de Serbie comme dans la plupart des pays européens, à la fin du XIXe siècle. La première projection de film a eu lieu le 6 juin 1896 à la Taverne de la Croix d'Or à Belgrade. Le premier film serbe est un documentaire sur le couronnement de Pierre Ier de Serbie, tourné sur pellicule par l'Anglais Frank Mottershaw en 1904. Le premier long métrage réalisé en Serbie est Karađorđe (1911). Après la Première Guerre mondiale, les Slaves des Balkans se sont unis en un seul État (le royaume des Serbes, Croates et Slovènes à partir de 1918 puis le royaume de Yougoslavie à partir de 1929), mais l'industrie cinématographique y était peu développée et il n'y a pas eu de films largement reconnus de cette période en Yougoslavie. Seuls une vingtaine de films ont été réalisés en Yougoslavie avant l'arrivée au pouvoir des communistes.

### Les débuts de la Yougoslavie socialiste (1945-1960)

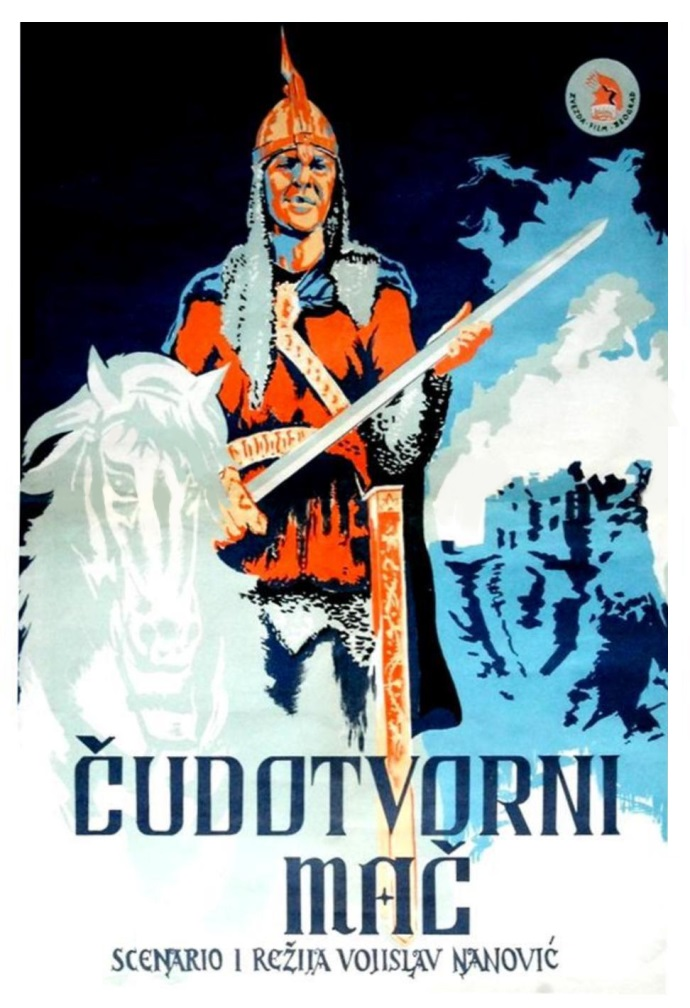
Affiche de L'Épée magique (1950), film d'aventure inspiré du conte serbe Le Pommier d'or et les Neuf Paonnes.

Après l'arrivée au pouvoir des communistes, dirigés par le maréchal Tito, l'industrie cinématographique yougoslave est devenue propriété de l'État et, jusqu'à la chute du communisme, la plupart des films yougoslaves ont été réalisés avec l'argent de l'État. C'est l'âge d'or du cinéma yougoslave. Le cinéma servait de propagande au gouvernement de Tito, et l'État lui allouait donc les fonds nécessaires.

#### Film de Partisans
Dans les années 1940-1970, les films sur la Seconde Guerre mondiale ont été largement diffusés en Yougoslavie. Comme l'armée régulière, en 1941, servait les intérêts du gouvernement bourgeois et n'opposait d'ailleurs que peu ou pas de résistance aux agresseurs, les films glorifiaient les partisans. Le mouvement partisan est en effet très développé en Yougoslavie pendant la guerre, d'autant plus que ce sont les commandants de l'armée de résistance qui dirigent l'État en 1946.

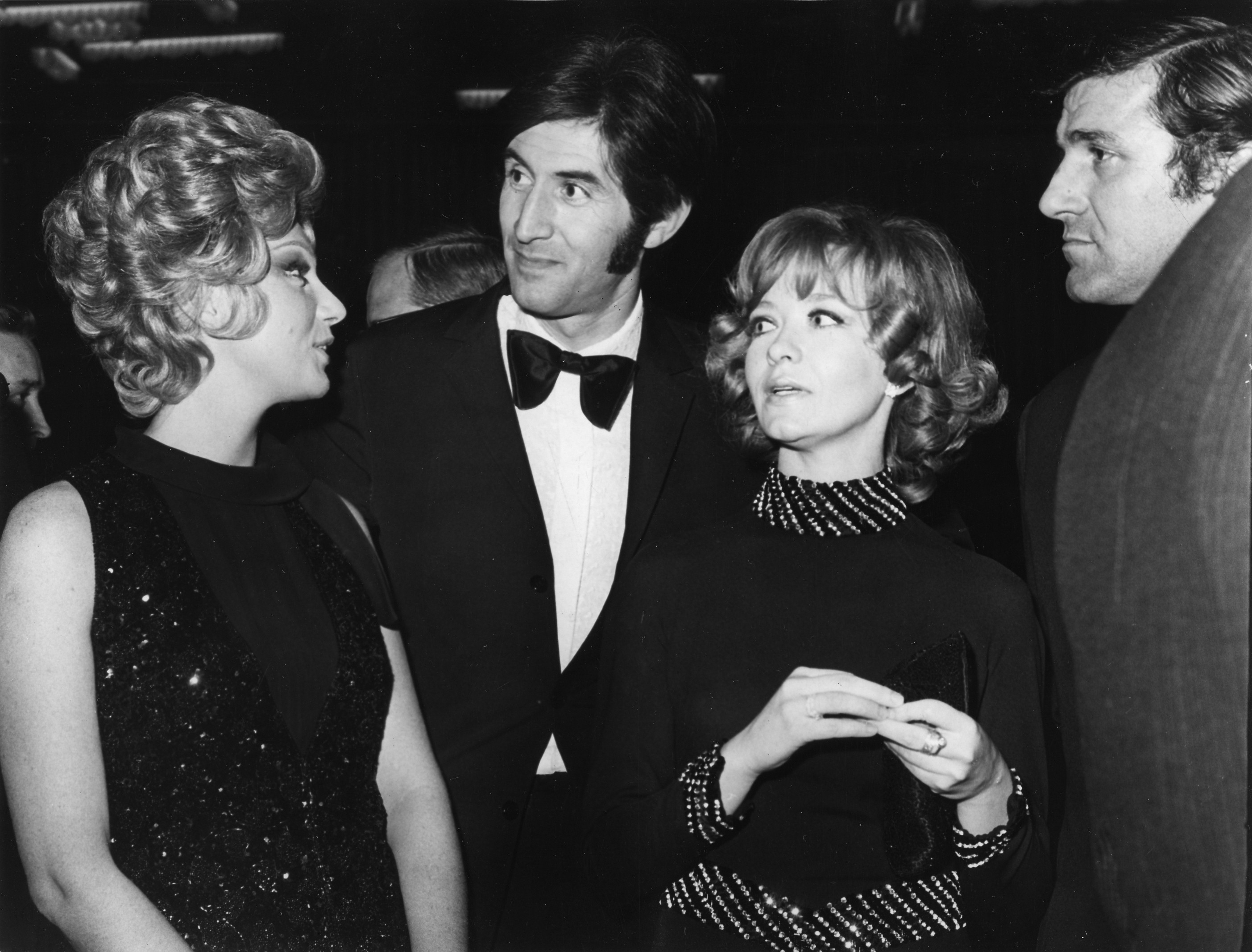
Milena Dravić au centre, avec Ljubiša Samardžić à sa droite et Bata Živojinović à sa gauche lors de la première de La Bataille de la Neretva (1969).

Certains films de Partisans ont été remarqués par la public et la critique pour leur intérêt artistique. Il s'agit notamment de Les Diables rouges face aux SS (1962) et La Bataille de la Neretva (1969) de Veljko Bulajić, Oficir s ružom (sh) (1987) de Dejan Sorak ou Le Dernier Pont (1954). La Bataille de la Neretva est particulièrement intéressante en tant que principale superproduction du cinéma partisan yougoslave, réunissant dans sa distribution les principales vedettes du cinéma yougoslave, américain et soviétique. Cependant, le genre, qui est devenu une marque de fabrique du cinéma yougoslave, est progressivement devenu répétitif et stéréotypé et s'est idéologisé. Le film Delije (sh) de Mića Popović a abordé cette situation de manière critique. Et bien plus tard, le tournage d'un film idéologique Partisan a été présenté avec une ironie non dissimulée par Emir Kusturica dans son film Underground (1995),.

#### Coproduction soviéto-yougoslaves
Malgré les relations politiques tendues entre les deux pays, plusieurs coproductions soviéto-yougoslaves ont vu le jour : Dans les montagnes de Yougoslavie (1945) d'Abram Room, Oleko Dounditch (1958) de Leonid Loukov, Le Vent sauvage (ru) de Valeriu Jereghi (ro) et La Seule Route (sh) (1974) de Vladimir Pavlovitch. Il s'agissait pour la plupart de films de Partisans.

#### Autres films notables
Les thèmes historiques du cinéma yougoslave ne se limitent pas au mouvement des partisans. La RFSY produit La Vengeance du faucon, La Bataille du Kosovo et Zona Zamfirova (réalisé par Zdravko Šotra). Des comédies ont également été tournées, la plus célèbre étant Žikina dinastija (sh).

### Cinéma d'auteur (années 1960 et 1970)
Dans les années 1960, une nouvelle génération de réalisateurs a émergé en Yougoslavie, réalisant un cinéma assez indépendant (dans les limites de la loi) et renouvelant toute l'image du cinéma national. En effet, la censure dans la RSFY n'était pas aussi stricte que dans les pays du pacte de Varsovie, et les films de la « nouvelle vague » ont amené les historiens du cinéma occidentaux à décrire la Yougoslavie comme le plus libre de toutes les démocraties populaires européennes.

#### Un nouveau regard sur la guerre

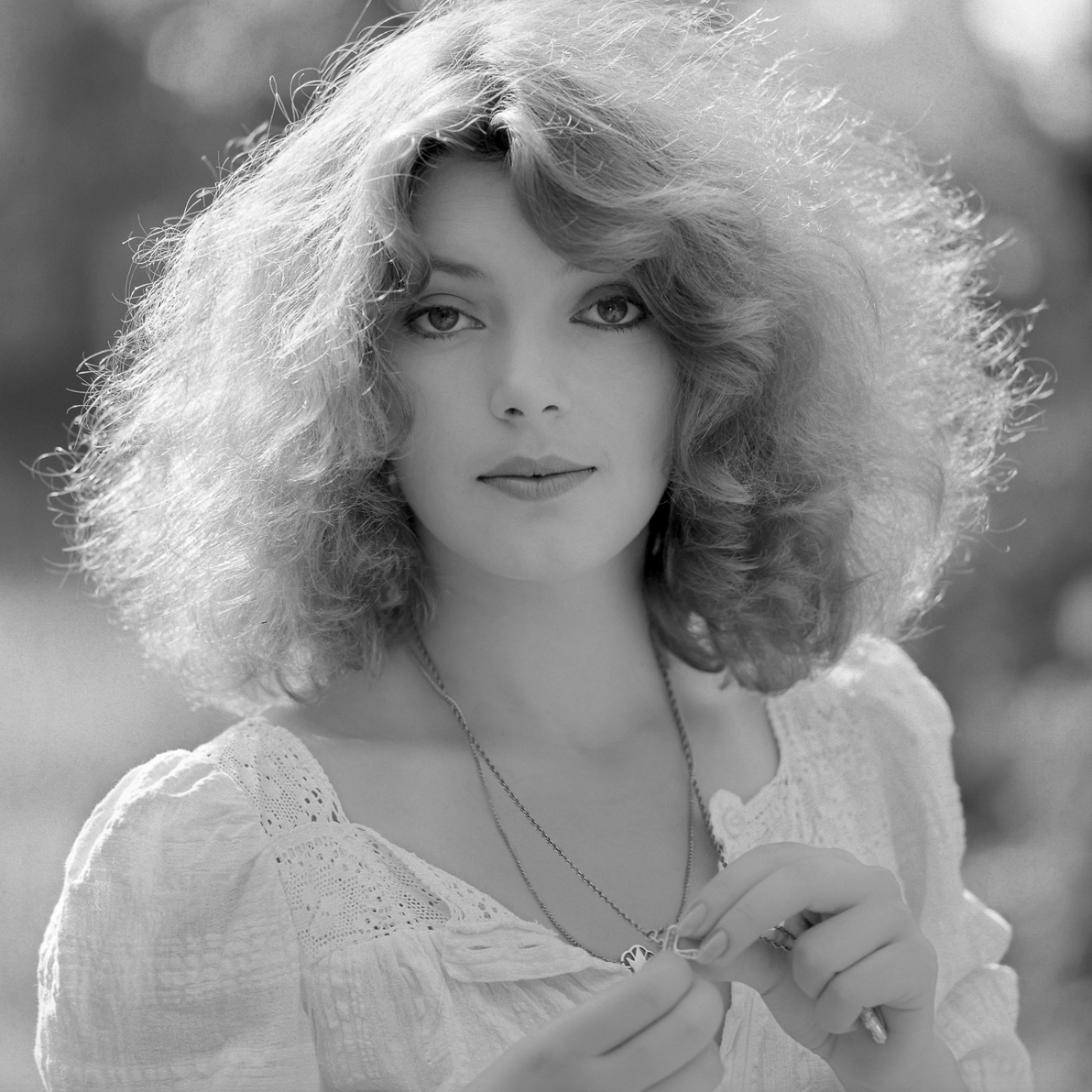
L'actrice, qui a notamment joué dans L'Occupation en 26 images (1978) ou dans Maîtres, maîtres (1980).

Dans les années 1970, une autre génération de réalisateurs yougoslaves est apparue. Ils s'inspirent de l'expérience des années 1960, mais proposent leurs propres réponses aux mêmes questions. Le film le plus important de cette période est Destinées (sr), réalisé par Predrag Golubović, un film court pour un long métrage (64 minutes), dont le scénario ne comporte délibérément aucun dialogue (seules quelques lignes réglementaires en allemand sont entendues dans le film). Un autre film important est Qui chante là-bas ? (1980). Outre Golubović et Slobodan Šijan, il convient de mentionner le réalisateur Aleksandar Petrović. En 1978, L'Occupation en 26 images de Lordan Zafranović est présenté en sélection officielle au Festival de Cannes 1979 et reçoit le Grande Arène d'or du meilleur film au Festival du film de Pula.
Les réalisateurs yougoslaves de cette génération se caractérisent par une nouvelle vision de la guerre. Alors que les films de guerre yougoslaves des années 1940-1960 reposaient sur un pathos héroïque, le pathos de ces nouveaux réalisateurs est beaucoup plus tragique.
Parmi les films non militaires, un film notable est Éducation spéciale (1977, réalisé par Goran Marković). Il figure à la 58e place de la liste des 100 meilleurs films serbes de la cinémathèque yougoslave à Belgrade.

#### La vague noire
Les cinéastes dont l'œuvre sera plus tard qualifiée de Vague noire yougoslave sont complètement à part : Dušan Makavejev, Aleksandar Petrović, Živojin Pavlović, Želimir Žilnik entre autres.

#### Mladomir Puriša Đorđević
Mladomir Puriša Đorđević était l'un des représentants les plus remarquables de la génération des réalisateurs des années 1960. Comme la plupart des réalisateurs yougoslaves de l'après-guerre, il a réalisé des films sur la Seconde Guerre mondiale. Djordjevic a participé directement à la guerre, il a été interné dans des camps de concentration, s'est échappé et a ensuite participé activement à la lutte pour la libération. Ce qui distingue Mladomir Puriša Đorđević des autres réalisateurs, c'est la légèreté et la souplesse de son langage cinématographique. Ses films les plus célèbres sont Devojka (sh) (1965), San (sh) (1966), Le Matin (1967), Podne (sh) (1968),.

#### Dušan Makavejev
Dusan Makavejev se distingue parmi les réalisateurs yougoslaves des années 1970, en réalisant des films expérimentaux qui interrogent la critique. Certains qualifient les films de Makavejev d'apogée de l'absurde cinématographique yougoslave.
Dans son pays, Makavejev a réalisé quatre films, dont le remarqué Wilhelm Reich : Les Mystères de l'organisme (1971), avant d'émigrer, et de réaliser six autres films en dehors de la Yougoslavie, dont Sweet Movie (1974) et Pour une nuit d'amour (1988),.

#### Goran Paskaljević

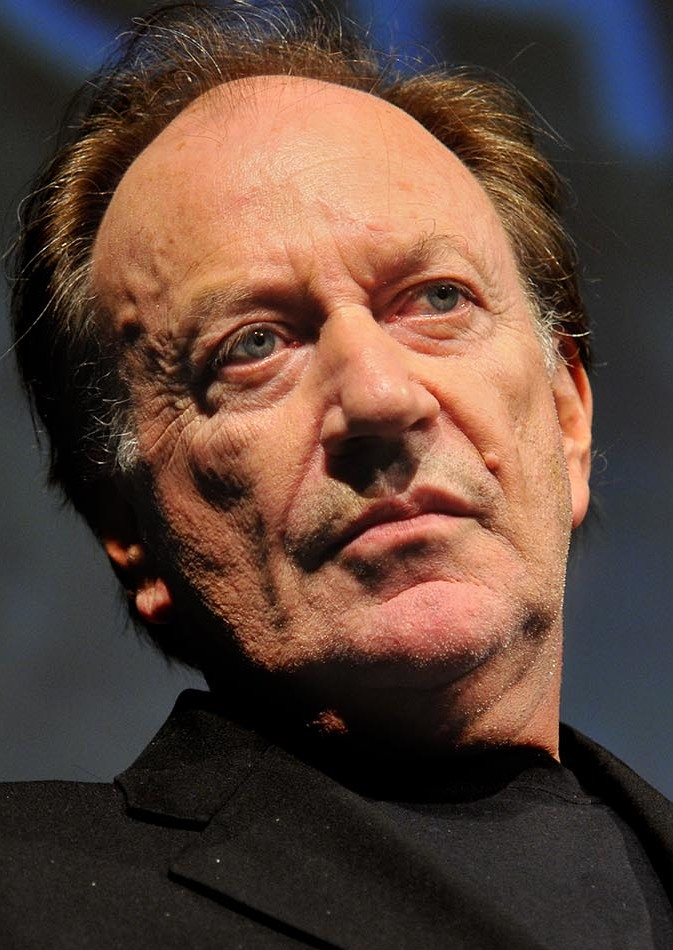
Le cinéaste Goran Paskaljević.

Goran Paskaljević est un autre réalisateur yougoslave atypique. Il a réalisé des films dans les années 1980 et 1990, et continue à le faire au XXIe siècle, mais il est surtout classé parmi la génération des années 1970. Les films de Paskaljević sont remplis de symbolisme et sont tragiques, mais aussi drôles (le tragicomique est généralement caractéristique du cinéma yougoslave). Les meilleurs films de Paskaljević sont Čuvar plaže u zimskom periodu (1976), Pas koji je voleo vozove (1977), Traitement spécial (1980), Mes amours de 68 (1984), Le Temps des miracles (1989), L'Amérique des autres (1995), Baril de poudre (1998) et Songe d'une nuit d'hiver (2004),.

### Années 1980
Dans les années 1980, le style caractéristique du cinéma yougoslave s'est définitivement imposé. Les réalisateurs ne se soucient plus de la censure et tournent des films sur des sujets très variés. Leurs films se caractérisent par l'absurde, l'expressivité, et le grotesque à la limite du kitsch. Les films caractéristiques de cette période sont Čudo neviđeno (sr) (1984, réalisé par Živko Nikolić (sr)), primé au festival du film de Moscou, Oktoberfest (sr) (1987), Et l'acier fut trempé (1988) et Mes amours de 68. le film de Goran Paskaljević sur les événements du Printemps de Prague, ainsi que des films d'Emir Kusturica, le réalisateur yougoslave le plus célèbre.

#### Emir Kusturica
Il est le réalisateur yougoslave le plus connu en dehors de son pays. Ses films combinent des thèmes caractéristiques du cinéma d'Europe centrale avec un style de mise en scène typiquement yougoslave, et se distinguent par leur expressivité et leur caractère fantasmagorique. Kusturica n'a pas immédiatement adopté la couleur nationale — ses premiers films Te souviens-tu de Dolly Bell ? (1981) et Papa est en voyage d'affaires (1985) sont assez européens dans leur forme — mais Le Temps des Gitans (1988) qui suit présente tous les traits caractéristiques du cinéma yougoslave. En 1993, Kusturica réalise Arizona Dream aux États-Unis, et les films Underground (1995), Chat noir, chat blanc (1998) et La vie est un miracle (2004) consolident définitivement la notoriété de Kusturica. Tous ces films portent les caractéristiques à la fois de l'œuvre d'Emir Kusturica et du cinéma yougoslave en général.

### Le cinéma durant la dislocation de la Yougoslavie (années 1990)

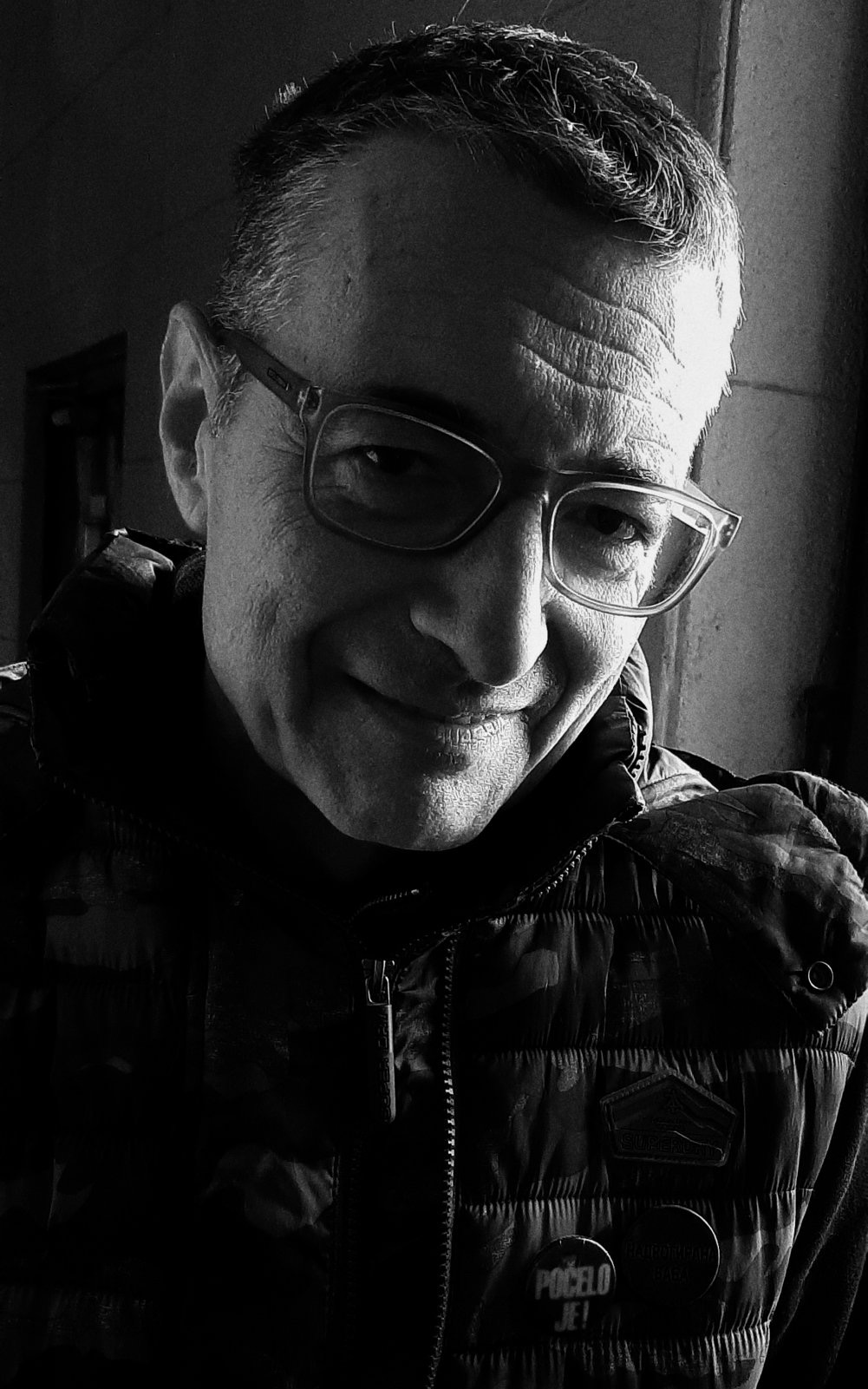
Le cinéaste Srđan Dragojević.

Avec l'arrivée du capitalisme en Yougoslavie, le nombre de films a diminué et de nombreux films n'ont pu être tournés qu'avec le financement de producteurs étrangers. Cette période correspond à l'apogée de la popularité d'Emir Kusturica, qui a remporté sa deuxième Palme d'or en 1995 pour Underground, une parabole épique sur l'effondrement d'un pays, et a réalisé en 1998 la comédie Chat noir, chat blanc.
Goran Paskaljević a réalisé en 1998 Baril de poudre, qui a été primé dans des festivals prestigieux, dont le prix FIPRESCI à la Mostra de Venise 1998.
Parmi les autres films notables, citons Crni bombarder (sr) (1992) et Rat uzivo (sr) (2000) de Darko Bajić (sh), qui illustre la situation dans laquelle se trouve le cinéma national - l'intrigue du film est que l'équipe de tournage se retrouve soudainement à court de l'argent alloué par les producteurs. Durant cette période sont également remarqués les films de Srđan Dragojević qui décrivent par le menu la période de dislocation du pays : Joli Village, Jolie Flamme (1996) et Rane (1998).

### Le cinéma dans les pays de l'ex-Yougoslavie (XXIesiècle)
Au début du XXIe siècle, l'argent est revenu dans le cinéma des pays balkaniques et les films se multiplient, même si, à quelques exceptions près, les réalisateurs de l'ex-Yougoslavie sont rarement connus en dehors de leur pays d'origine. Les guerres de Yougoslavie sont un thème important dans les films de la région.

#### Serbie
Dans les années 1990, les films de Srđan Dragojević, Profesionalac (2003) de Dušan Kovačević et Love (en) (2005) de Vladan Nikolić (en), ainsi que les films d'Emir Kusturica, ont connu un succès national et international. Le succès national de 1998 a été le film Lajanje na zvezde (sr). Au début du nouveau millénaire, Emir Kusturica a conservé sa popularité mondiale, ainsi que les films pour lesquels il a agi en tant que producteur, comme Jagoda u supermarketu de Dusan Milic (sr). En 2004, les films suivants d'Emir Kusturica sont sortis : La vie est un miracle, qui a remporté plusieurs prix lors de festivals internationaux, et Songe d'une nuit d'hiver de Goran Paskaljević. Un représentant insolite et non conventionnel du nouveau cinéma serbe est le long métrage d'animation cyberpunk Technotise (2009).

#### Croatie
Deux films croates récents très connus sont Rezervni deli (2003, coproduit avec la Slovénie), sur les trafiquants d'êtres humains, et Snivaj, zlato moje (sh) de Neven Hitrec (2005), sur le premier amour entre jeunes gens sur fond de guerre.

#### Bosnie-Herzégovine
Parmi les réalisateurs bosniaques, Danis Tanović est celui qui a connu le plus de succès : il a remporté le Prix du scénario du Festival de Cannes en 2001 et l'Oscar du meilleur film étranger en 2002. Tanovic a remporté ces deux prix pour son premier long métrage, le drame anti-guerre No Man's Land. Avant ce film, Tanovic a réalisé un grand nombre de documentaires sur les événements tragiques des années 1990.
En 2006, un autre film bosniaque a été récompensé : la réalisatrice Jasmila Žbanić a remporté l'Ours d'or à la Berlinale 2006 pour son film Sarajevo, mon amour.

#### Slovénie
Le réalisateur slovène le plus célèbre est Iztok Kovač, dont les œuvres sont souvent qualifiées de compositions vidéo plutôt que de films. les films de Kovač sont inspirés par la danse. Son film le plus célèbre est Dom svobode (2000). En 2001, le film Pain et Lait de Jan Cvitkovič a remporté le Prix Luigi De Laurentiis à la Mostra de Venise 2001. En 2006, le XXVIIIe Festival du film de Moscou a présenté le travail du jeune réalisateur slovène Matjaž Klopčič (sl), Ljubljana je ljubljena (sl). Il convient également de mentionner le film Rezervni deli, une coproduction avec la Croatie.

#### Macédoine du Nord
Au début du XXIe siècle, la Macédoine a produit à deux films qui ont eu plus ou moins d'écho à l'étranger : Podgriavane na vtcherachnia obed (bg) (2002, réalisé par Kostadine Bonev (bg), coproduit avec la Bulgarie) et Bal-Can-Can (2004, réalisé par Darko Mitrevski). Avec avec 500 000 entrées pour deux millions d'habitants, il s'agit du film ayant enregistré le plus grand nombre d'entrées en République de Macédoine.

#### Monténégro
Le Monténégro est l'état de l'ex-Yougoslavie dans lequel l'activité cinémtographique est la plus réduite. La ville de Herceg Novi accueille chaque année un festival du film, le Filmski Festival Herceg Novi (sr). Parmi les réalisateurs notables, citons Nikola Vukčević (sh) (Pogled sa Ajfelovog tornja (sr), litt. « La Vue depuis la tour Eiffel », 2005), Živko Nikolić (sr), Krsto Papić et Zdravko Velimirović.

## Festivals
- Le Festival du film de Pula est un festival du cinéma réputé à Pula en Croatie dont la première édition a eu lieu en 1954.
- Filmski Festival Herceg Novi (sr) à Herceg Novi au Monténégro.
- Le Festival du film de Sarajevo existe depuis 1995 en Bosnie-Herzégovine lors du siège de Sarajevo.
- Le Festival international du film de Belgrade se déroule chaque année depuis 1971 à Belgrade en Serbie.
- Animafest Zagreb est l'autre nom du Festival international du film d'animation de Zagreb en Croatie, créé en 1972.